# ألفة اللافي
ألفة اللافي هي لاعبة بارالمبية تونسية وُلدت في 16 سبتمبر 1986، تخصصت في سباقات المشي، ومثلت تونس في البطولة العربية لألعاب القوى في أعوام 2009 و2013 و2015.

## المشاركات والميداليات
شاركت ألفة اللافي لأول مرة في بطولة أفريقيا لألعاب القوى للناشئين عام 2005، والتي أقيمت في مدينتي رادس وتونس بتونس، حيث تمكنت من إحراز الميدالية البرونزية في سباق المشي لمسافة 10 كيلومترات للسيدات، وفي عام 2009 شاركت في بطولة إفريقيا لسباق المشي حيث فازت بالميدالية الفضية في سباق المشي لمسافة 20 كيلومترًا للسيدات. شاركت ألفة اللافي أيضًا في البطولة العربية لألعاب القوى عدة مرات، كما شاركت في أكثر من نسخة من دورة الألعاب الأفريقية. ويوضح الجدول التالي أهم المُسابقات والبطولات التي شاركت فيها ألفة اللافي، وأبرز الميداليات والألقاب التي حققتها في البطولات والمسابقات المختلفة:
| العام | المسابقة                             | المكان              | المنافسات                              | الترتيب/الميدالية                   |                                         |
| ----- | ------------------------------------ | ------------------- | -------------------------------------- | ----------------------------------- | --------------------------------------- |
| 2005  | بطولة أفريقيا لألعاب القوى للناشئين  | رادس وتونس، تونس    | سباق المشي لمسافة 10 كيلومترات للسيدات | المركز الثالث (الميدالية البرونزية) | أنهت السباق بعد وقت قدره 53:53.19 دقيقة |
| 2009  | البطولة العربية لألعاب القوى 2009    | دمشق، سوريا         | سباق المشي لمسافة 10 كيلومترات للسيدات | المركز الثاني (الميدالية الفضية)    | أنهت السباق بعد وقت قدره 49:45.6 دقيقة  |
| 2009  | بطولة إفريقيا لسباق المشي            | رادس، تونس          | سباق المشي لمسافة 20 كيلومترات للسيدات | المركز الثاني (الميدالية الفضية)    | أنهت السباق بعد وقت قدره 1:37:58.2 ساعة |
| 2011  | دورة الألعاب الأفريقية 2011          | مابوتو، موزمبيق     | سباق المشي لمسافة 20 كيلومترات للسيدات | المركز الثاني (الميدالية الفضية)    | أنهت السباق بعد وقت قدره 1:41.25 ساعة   |
| 2011  | دورة الألعاب العربية 2011            | الدوحة، قطر         | سباق المشي لمسافة 10 كيلومترات للسيدات | المركز الثاني (الميدالية الفضية)    | أنهت السباق بعد وقت قدره 50:07.49 دقيقة |
| 2012  | البطولة الإفريقية لألعاب القوى 2012  | بورتو نوفو، بنين    | سباق المشي لمسافة 20 كيلومترات للسيدات | المركز الثاني (الميدالية الفضية)    | أنهت السباق بعد وقت قدره 1:46:17 ساعة   |
| 2013  | البطولة العربية لألعاب القوى 2013    | دمشق، سوريا         | سباق المشي لمسافة 10 كيلومترات للسيدات | المركز الأول (الميدالية الذهبية)    | أنهت السباق بعد وقت قدره 50:34 دقيقة    |
| 2013  | دورة ألعاب البحر الأبيض المتوسط 2013 | مرسين، تركيا        | سباق المشي لمسافة 20 كيلومترات للسيدات | المركز الخامس                       | أنهت السباق بعد وقت قدره 1:52:45 ساعة   |
| 2014  | بطولة أفريقيا لألعاب القوى 2014      | مراكش، المغرب       | سباق المشي لمسافة 20 كيلومترات للسيدات | المركز السابع                       | أنهت السباق بعد وقت قدره 1:51:32 ساعة   |
| 2015  | البطولة العربية لألعاب القوى 2015    | مدينة عيسى، البحرين | سباق المشي لمسافة 10 كيلومترات للسيدات | المركز الثاني (الميدالية الفضية)    | أنهت السباق بعد وقت قدره 50:45.9 دقيقة  |